# 院体画

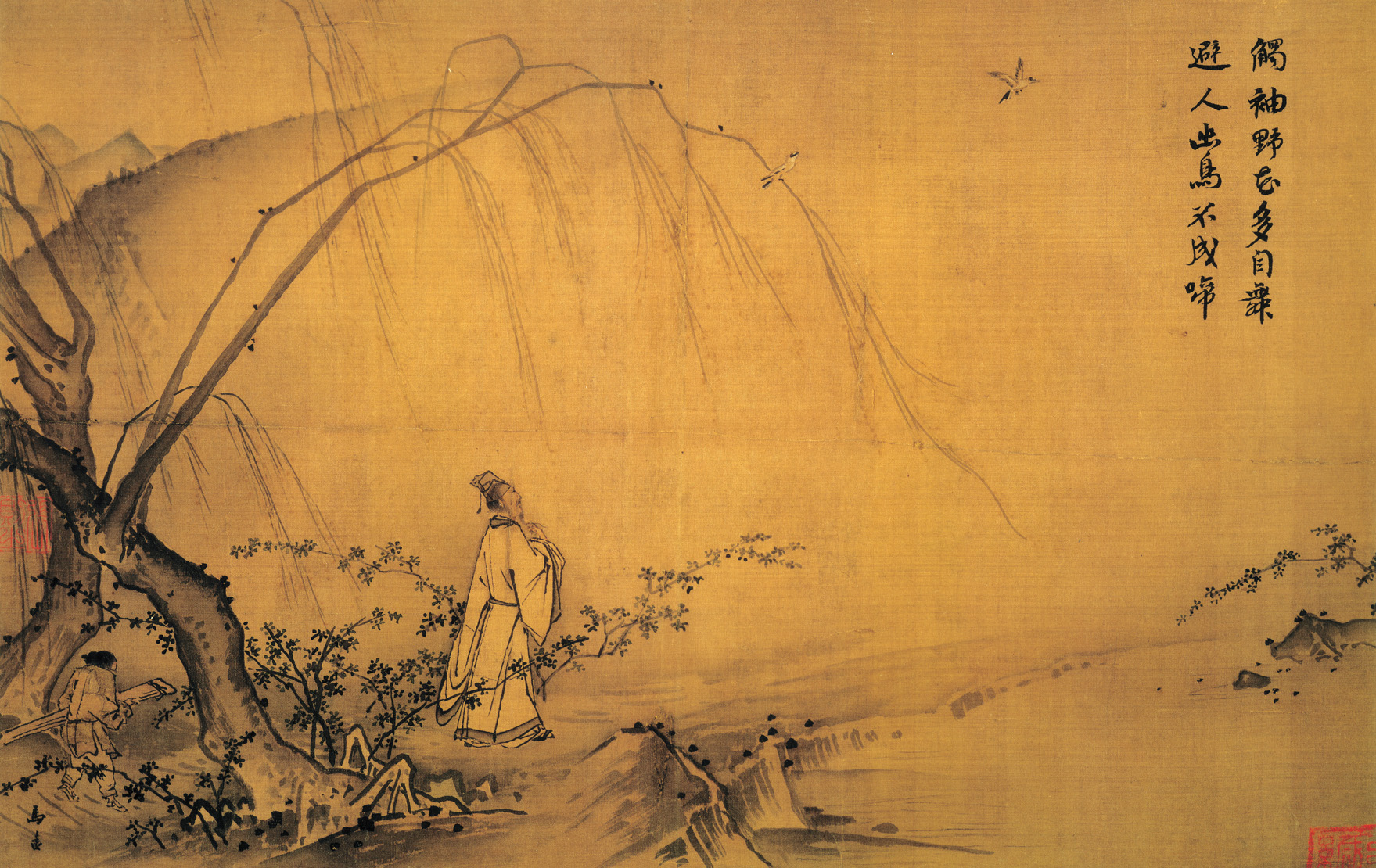
「山径春行図」（馬遠）

院体画（いんたいが）は、中国における宮廷画家の画風。伝統を重視し、花鳥や山水など写実的で精密に描くのが特徴。
唐代に起源を持つ画院（翰林図画院、徽宗の時代に最も盛ん）で描かれるような画であり、花鳥・人物・山水などを宮廷趣味に即して描いた。代表的画家としては、北宋の徽宗や南宋の夏珪、馬遠、梁楷などが挙げられる。